# Lophosmilia
Genre
Lophosmilia est un genre éteint de coraux durs de la famille des Caryophylliidae.

## Liste d'espèces
Selon World Register of Marine Species (28 juin 2015), Lophosmilia comprend l'espèce éteinte suivante :
- Lophosmilia cenomana Michelin, 1845) †